# 이준호 (기업인)
이준호(1964년 ~ )는 대한민국의 기업인으로 2015년 현재 NHN엔터테인먼트 회장이다.

## 생애
1983년 서울대학교 컴퓨터공학과에 입학한 뒤 KAIST에서 석사와 박사학위를 취득한다. 1997년 숭실대학교 컴퓨터학부 교수로 취임한다.